# Quiçac (Gard)
Quiçac (en francès Quissac) és un municipi francès situat al departament del Gard i a la regió d'Occitània.